# Jelenko
Jelenko je jugoslovenska i hrvatska dečja televizijska serija. snimana je 1980. godine u produkciji televizije Zagreb.

## Uloge
| Glumac             | Uloga            |
| ------------------ | ---------------- |
| Rade Marković      | Djed             |
| Marija Sekelez     | Mara,Ivova majka |
| Rajko Bundalo      | Marko,Ivov otac  |
| Ramiz Pašić        | Ivo              |
| Izeta Čenanović    | Marica           |
| Almira Ramakić     | Jelica           |
| Ljubica Jerković   | Crna Anka        |
| Milan Luketić      | Pero             |
| Miroslav Mrđa      | Slavko           |
| Željko Kovačević   | Joco             |
| Zvonko Grdić       | Ćiro             |
| Ivo Serdar         | Milicajac Mile   |
| Miloš Kandić       | Mijat            |
| Zlatko Madunić     | Dane             |
| Zvonimir Torjanac  | Grga             |
| Lena Politeo       | Žena sa metlom   |
| Špiro Guberina     | Mate             |
| Zvonko Lepetić     | Bariša           |
| Karlo Bulić        | Talijan          |
| Vida Jerman        | Talijanka        |
| Mirko Boman        | Konobar          |
| Miro Čejvan        | Vozač autobusa   |
| Adam Vedernjak     |                  |
| Bisеrka Аlibеgоvić |                  |
| Bisеrka Аlibеgоvić |                  |
| Jovan Stefanović   |                  |

## Spoljašnje veze
- Jelenko на веб-сајту  (језик: енглески)